# مارتینی، سوئیس
شهر مارتینی  در بخش مارتینی در ایالت وله در کشور سوئیس واقع شده‌است که ۱۴٬۰۰۰ نفر جمعیت دارد.

## نگارخانه

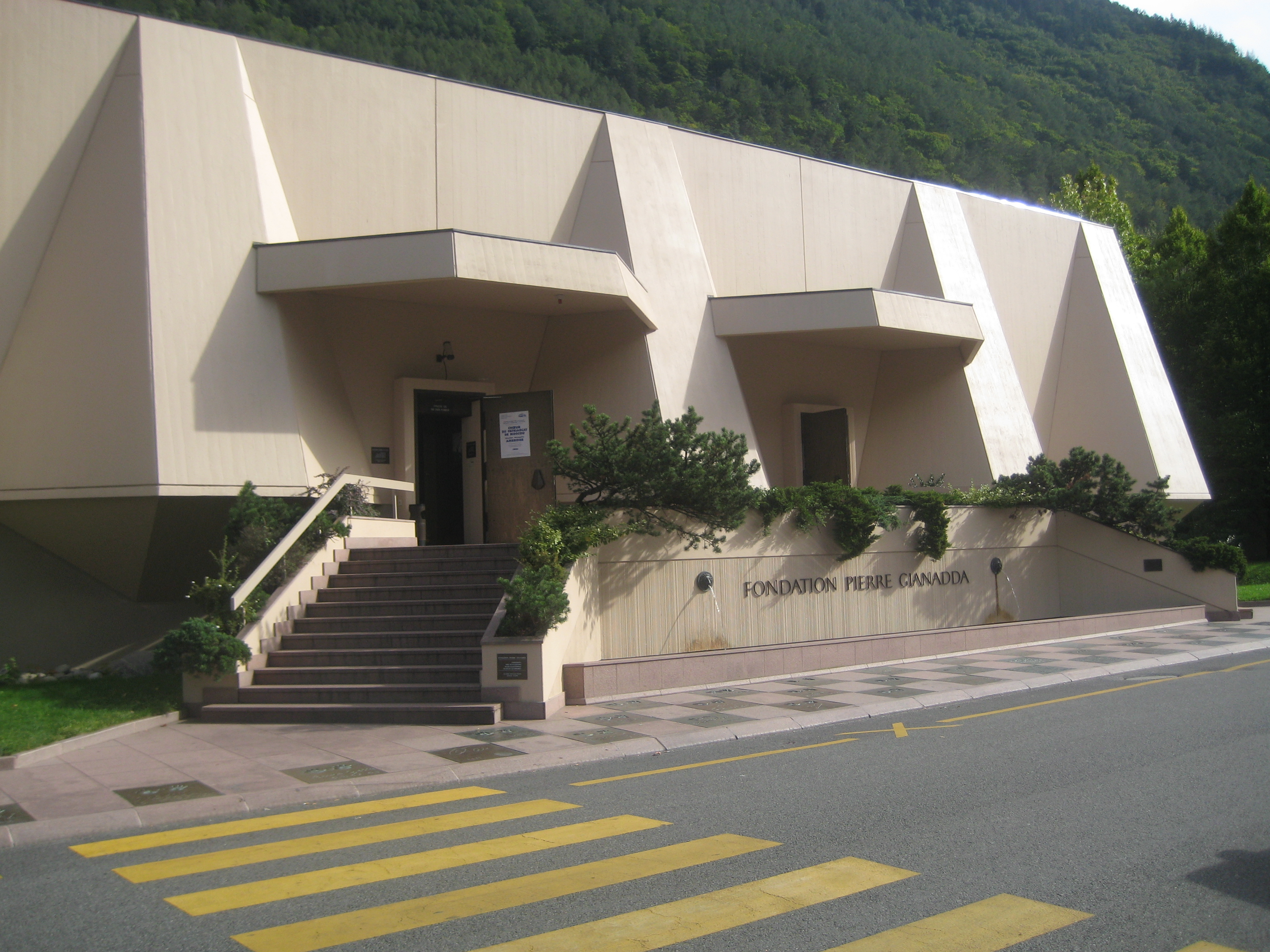
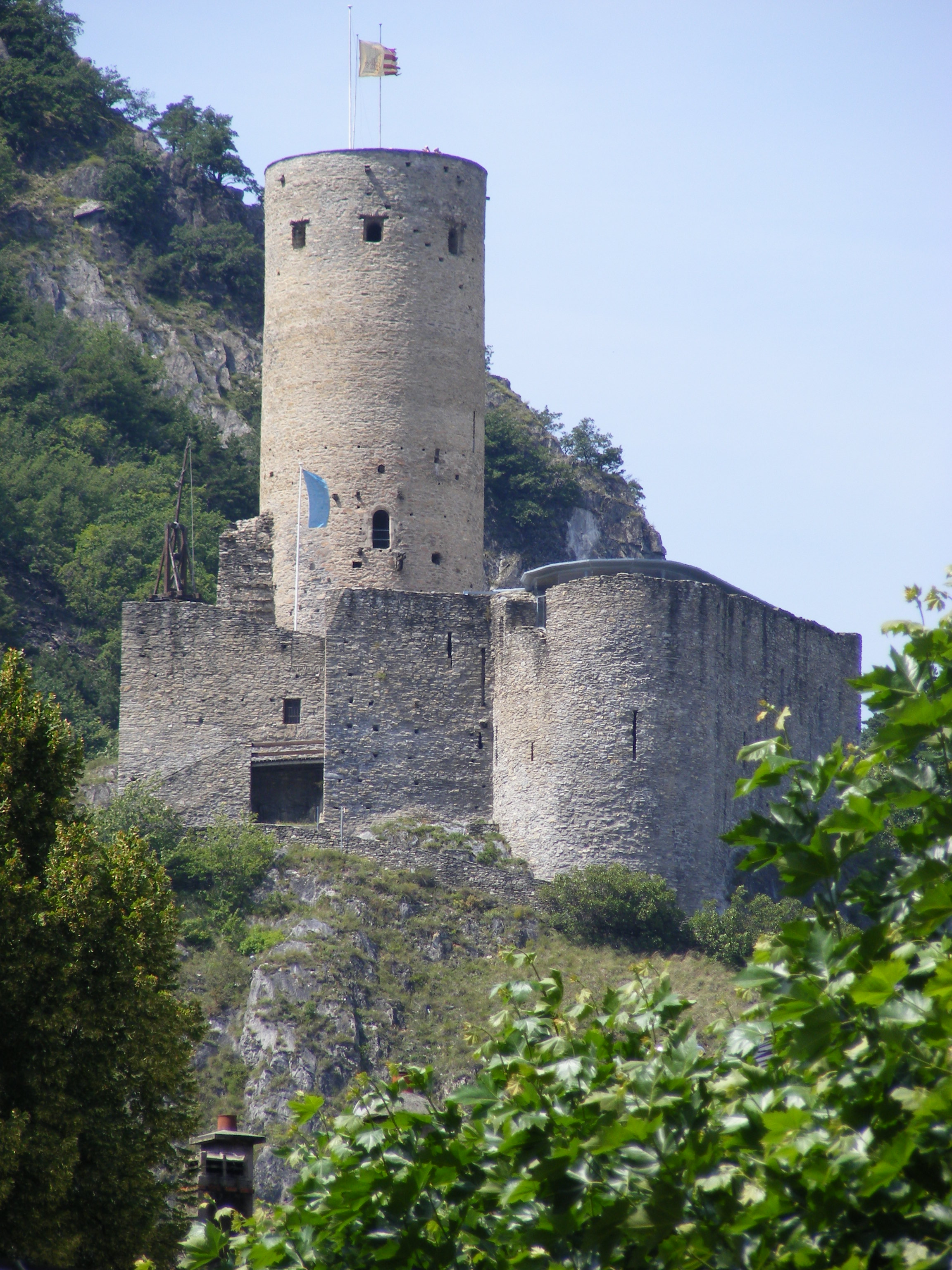
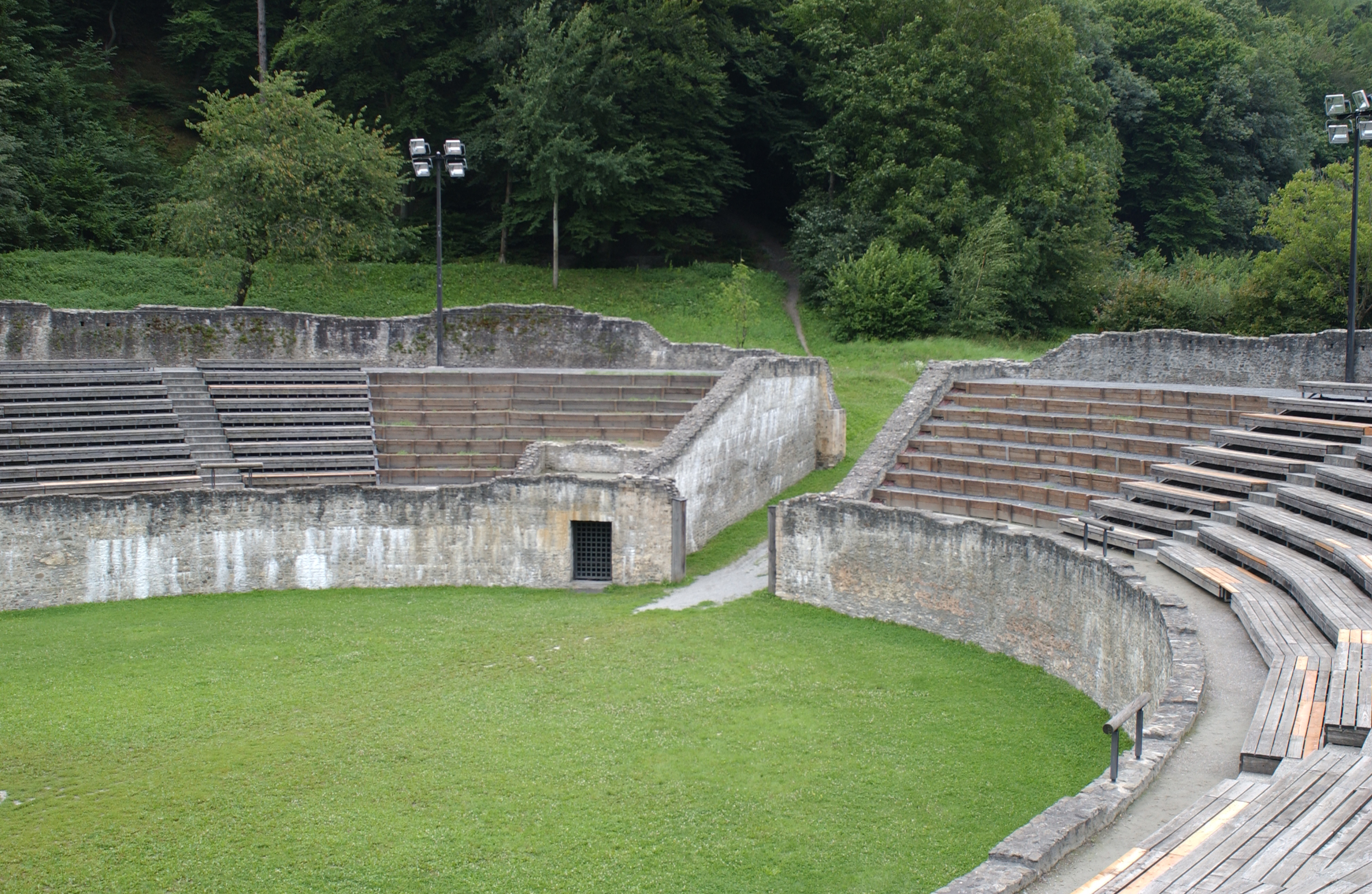
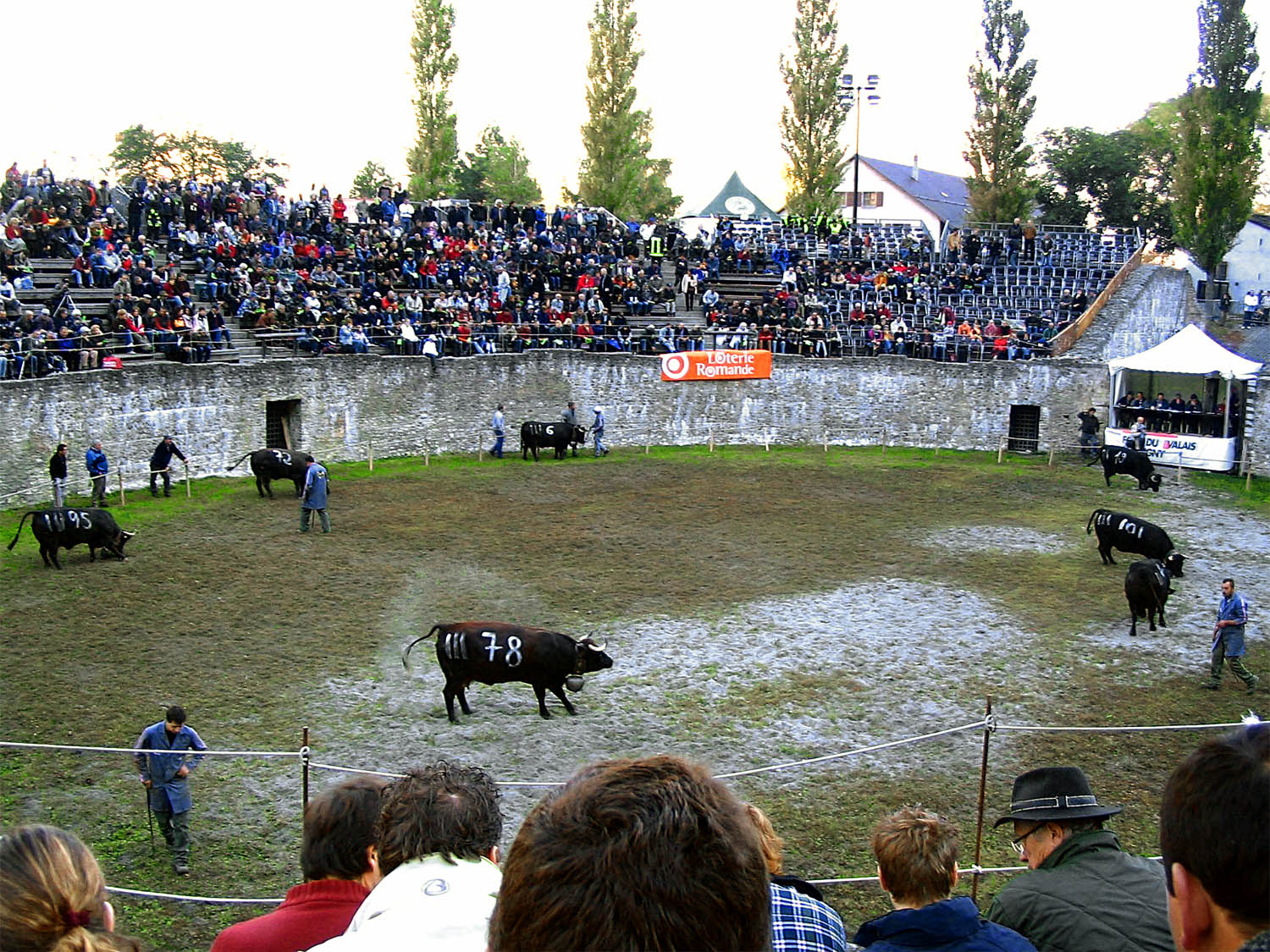